# Paranátangare
De paranátangare (Stilpnia peruviana synoniem: Tangara peruviana) is een zangvogel uit de familie Thraupidae (tangaren). 

## Verspreiding en leefgebied
Deze soort is endemisch in de laaglanden van zuidoostelijk Brazilië, met name van Rio de Janeiro tot Santa Catarina.